# 笑福亭恭瓶
笑福亭 恭瓶（しょうふくてい きょうへい、1964年2月25日 - ）は落語家。松竹芸能所属。
福岡市出身。本名は左海 隆広（さかい たかひろ）。九州産業大学中退。既婚、1男1女。

## 人物
父は大阪、母は神戸。生れは関西。小中高大と福岡。笑福亭鶴光の落語を聞いたことをきっかけに落語家を志す。その後、兄から笑福亭鶴瓶の存在を教えられ、『MBSヤングタウン』を遠距離受信するようになる。実家は糸島市（2021年1月時点）。
九産大（落語研究会に所属していた）中退後の1986年7月、鶴瓶に入門（5番弟子）。
前妻との長男が花園に出たラグビー選手であることから、ラグビーに関わったこともしている。